# Gran Premi de Malàisia del 2006
Resultats del Gran Premi de Malàisia de Fórmula 1 de la temporada 2006, disputat al circuit de Sepang el 19 de març de 2006.

## Resultats
| Pos. | No | Pilot                | Equip               | Voltes | Temps/ Retirada | Pos. de sortida | Punts |
| ---- | -- | -------------------- | ------------------- | ------ | --------------- | --------------- | ----- |
| 1    | 2  | Giancarlo Fisichella | Renault             | 56     | 1h 30' 40. 529  | 1               | 10    |
| 2    | 1  | Fernando Alonso      | Renault             | 56     | + 4.5 s         | 7               | 8     |
| 3    | 12 | Jenson Button        | Honda               | 56     | + 9.6 s         | 2               | 6     |
| 4    | 4  | Juan Pablo Montoya   | McLaren-Mercedes    | 56     | + 39.3 s        | 5               | 5     |
| 5    | 6  | Felipe Massa         | Ferrari             | 56     | + 43.2 s        | 21              | 4     |
| 6    | 5  | Michael Schumacher   | Ferrari             | 56     | + 43.8 s        | 14              | 3     |
| 7    | 17 | Jacques Villeneuve   | BMW Sauber-BMW      | 56     | + 1' 20.4 min.  | 10              | 2     |
| 8    | 7  | Ralf Schumacher      | Toyota              | 56     | + 1' 21.2 min.  | 22              | 1     |
| 9    | 8  | Jarno Trulli         | Toyota              | 55     | + 1 Volta       | 9               |       |
| 10   | 11 | Rubens Barrichello   | Honda               | 55     | + 1 Volta       | 20              |       |
| 11   | 20 | Vitantonio Liuzzi    | STR-Cosworth        | 54     | + 2 Voltes      | 13              |       |
| 12   | 19 | Christijan Albers    | MF1-Toyota          | 54     | + 2 Voltes      | 15              |       |
| 13   | 18 | Tiago Monteiro       | MF1-Toyota          | 54     | + 2 Voltes      | 16              |       |
| 14   | 22 | Takuma Sato          | Super Aguri - Honda | 53     | + 3 Voltes      | 17              |       |
| Ret  | 16 | Nick Heidfeld        | BMW Sauber-BMW      | 48     | Motor           | 11              |       |
| Ret  | 21 | Scott Speed          | STR-Cosworth        | 41     | Embragatge      | 12              |       |
| Ret  | 23 | Yuji Ide             | Super Aguri - Honda | 33     | F. Mecànica     | 18              |       |
| Ret  | 15 | Christian Klien      | RBR-Ferrari         | 26     | F. Hidràulica   | 8               |       |
| Ret  | 9  | Mark Webber          | Williams-Cosworth   | 15     | F. Hidràulica   | 4               |       |
| Ret  | 14 | David Coulthard      | RBR-Ferrari         | 10     | Part Hidràulica | 19              |       |
| Ret  | 10 | Nico Rosberg         | Williams-Cosworth   | 6      | Motor           | 3               |       |
| Ret  | 3  | Kimi Räikkönen       | McLaren-Mercedes    | 0      | Accident        | 6               |       |

## Altres
- Pole: Giancarlo Fisichella 1' 33.840, 1' 33.623 i 1' 35.488

- Volta ràpida: Fernando Alonso 1' 34. 803 (a la volta 45)